# Shinai ~only one~
Shinai ~only one~ (深愛〜only one〜) é o segundo álbum de estúdio do músico japonês Ryuichi Kawamura, lançado em 19 de dezembro de 2001 pela Gai Records (Victor Entertainment). Foi relançado em SHM-CD em junho de 2013.

## Desempenho comercial
Alcançou a quinta posição na Oricon Albums Chart, ficou na parada por seis semanas e foi certificado disco de ouro pela RIAJ.

## Faixas
| N.º            | Título                                                     | Duração |  |
| 1.             | "Nē"                                                       | 5:51    |  |
| 2.             | "in the sky"                                               | 4:51    |  |
| 3.             | "Tomorrow"                                                 | 5:02    |  |
| 4.             | "forget about you"                                         | 4:17    |  |
| 5.             | "Kimi no Mae de Piano wo Hikō" (君の前でピアノを弾こう)    | 5:13    |  |
| 6.             | "Yume de Aeru" (夢で逢える)                                | 4:58    |  |
| 7.             | "my first love"                                            | 4:36    |  |
| 8.             | "confession"                                               | 5:04    |  |
| 9.             | "Kirara" (きらら, ac live version)                         | 4:52    |  |
| 10.            | "Shizukana Yoru wa Futari de Iyō" (静かな夜は二人でいよう) | 5:50    |  |
| 11.            | "Koi wo Shiyō yo" (恋をしようよ)                           | 4:33    |  |
| 12.            | "Kiyoshi Ko No Yoru" (きよしこの夜)                        | 4:50    |  |
| 13.            | "Merry X'mas and Happy new year"                           | 2:12    |  |
| 14.            | "Julia"                                                    | 4:33    |  |
| 15.            | "Shinai ~only one~" (深愛〜only one〜)                     | 5:57    |  |
| Duração total: | Duração total:                                             | 72:00   |  |